# Janina Zakrzewska (sędzia)
Janina Zakrzewska (ur. 12 grudnia 1928 w Warszawie, zm. 27 maja 1995) – polska prawnik, profesor nauk prawnych oraz sędzia Trybunału Konstytucyjnego w latach 1989–1995.

## Życiorys
W roku szkolnym 1945/1946 zdała maturę w Państwowym Liceum Humanistycznym im. Tadeusza Reytana w Warszawie. Absolwentka prawa na Wydziale Prawa Uniwersytetu Warszawskiego (1950). Doktor nauk prawnych od 1959, doktor habilitowany od 1964, profesor nauk prawnych od 1982.
W latach 1952–1968 była członkiem Polskiej Zjednoczonej Partii Robotniczej. Pracownik naukowy Uniwersytetu Warszawskiego do 1968, kiedy opuściła uniwersytet, usunięta z powodów politycznych. Od 1970 pracownik Archiwum Akt Nowych, a od 1989 Zakładu Naukowo-Badawczego Archiwistyki Naczelnej Dyrekcji Archiwów Państwowych. Od 1989 pracownik Instytutu Nauk Prawnych PAN.
23 sierpnia 1980 roku dołączyła do apelu 64 uczonych, pisarzy i publicystów do władz komunistycznych o podjęcie dialogu ze strajkującymi robotnikami. Uczestniczka rozmów Okrągłego Stołu. Doradca Obywatelskiego Klubu Parlamentarnego, gdzie kierowała pracami Zespołu Doradców OKP. Uczestniczka prac Centrum Obywatelskich Inicjatyw Ustawodawczych Solidarności.
Członek PEN-Clubu i Komitetu Helsińskiego.
Autorka wielu prac naukowych, w tym 7 monografii z zakresu prawa konstytucyjnego, w tym systemów polityczno-prawnych państw współczesnych.
Sędzia Trybunału Konstytucyjnego w latach 1989–1995, członek Państwowej Komisji Wyborczej w latach 1989–1991 oraz od 1991 aż do śmierci. Zmarła przed upływem kadencji. Pochowana na Cmentarzu Komunalnym Północnym w Warszawie.